# Parti communiste marxiste-léniniste de l'Équateur
Pour les articles homonymes, voir Parti communiste marxiste-léniniste.

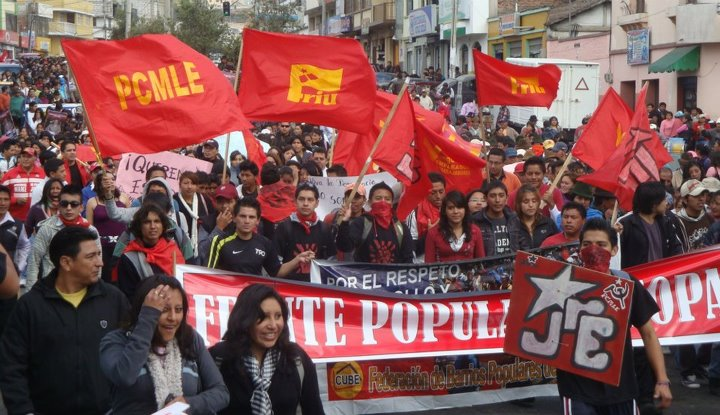
Militants du PCMLE dans une manifestation en 2012

Le Parti communiste marxiste-léniniste de l'Équateur (PCMLE) est un parti politique équatorien d'orientation marxiste-léniniste, fondé en 1964 comme scission du Parti communiste de l'Équateur. D'abord influencé par la doctrine de Mao Zedong, le PCMLE déclare en 1978 que la pensée de Mao est « dogmatique et anti-marxiste » et adopte un positionnement « pro-albanais ». 
Clandestin, le PCMLE dispose d'un bras armé, le Groupe de combattants populaires (GCP), mais aussi d'un bras électoral, le MPD, Mouvement populaire démocratique (en), fondé en 1978. Dès les élections législatives de 1979, le MPD fait son entrée au Congrès national en la personne de Jaime Hurtado, premier député afro-équatorien,. Très implanté dans le principal syndicat des enseignants équatoriens, l'UNE (Union nationale des éducateurs), le MPD dispose d'une base électorale qui lui permet d'obtenir, depuis sa fondation et jusqu'en 2007, un total de 29 députés, 21 maires et présidents de conseils municipaux. Le MPD soutient en 2007 le gouvernement de Rafael Correa, mais s'en désolidarise au fil des années et soutient en 2013 la candidature d'opposition de gauche d'Alberto Acosta (es) au sein d'une alliance avec, notamment, le Pachakutik, qui se révèle un échec (Alberto Acosta (es) se classe sixième sur huit candidats, avec moins de 3 % des suffrages).